# Thunderdome XIX - Cursed By Evil Sickness
Albums de V.A
Thunderdome XVIII - Psycho Silence
(1997) Thunderdome XX
(1998)
Thunderdome XIX - Cursed By Evil Sickness est la dix-neuvième compilation de la série des albums Thunderdome, originaire du festival du même nom, commercialisée en 1997. Elle succède Thunderdome XVIII - Psycho Silence (1997) et précède Thunderdome XX (1998) et distribué par Arcade et ID&T. La compilation débute avec Flesh Is The Fever par The Horrorist, et se termine avec We've Killed The Pengo de Count Negative & MC Drokz.

## Pistes
| 1.  | Flesh Is The Fever                                           | The Horrorist               |  |
| 2.  | Tik Tak                                                      | OG S                        |  |
| 3.  | Fuck Happy                                                   | DJ Buzz Fuzz                |  |
| 4.  | Samba De Janeiro                                             | The Bellini Bros            |  |
| 5.  | Listen To Da Beat                                            | DJ E-Rick & Tactic          |  |
| 6.  | The Unknown                                                  | Dark Syndicate              |  |
| 7.  | Mayhem M.F.                                                  | The Prophet                 |  |
| 8.  | Adess Se Qui                                                 | B.S.E.                      |  |
| 9.  | None Of Ya Left                                              | Neophyte                    |  |
| 10. | Dreamgirl                                                    | DJ Buzz Fuzz                |  |
| 11. | Old To Da New (Oh Oh Omar Mix)                               | Omar & The Prophet          |  |
| 12. | Can You Thrill Me ?                                          | The Hardcore Brothers       |  |
| 13. | Photonic Style                                               | Myztic                      |  |
| 14. | Progressive Hardcore                                         | Underground Warriors        |  |
| 15. | Throat                                                       | The Mindcrimers             |  |
| 16. | Brain Pumpin'                                                | Baba Nation                 |  |
| 17. | The Number                                                   | Darian Kelly                |  |
| 18. | The Higher Power                                             | Chronotrigger vs. Disruptor |  |
| 19. | Hardcore Power '97 (Waxweazle Feat. MC Mount Of Madness Mix) | DJ Waxweazle                |  |

| 1.  | Feel The Thunder                      | DJ Promo                  |  |
| 2.  | Kings Are Coming                      | OG S                      |  |
| 3.  | Step The Fuck Back (Oh Oh Omar Mix)   | Omar Santana              |  |
| 4.  | The Strong Survive                    | Sound Enhancers           |  |
| 5.  | Gib Mir Die Bass (Noch Korrekter)     | Tschabos                  |  |
| 6.  | Good Time                             | 3 Steps Ahead             |  |
| 7.  | The Real Shit                         | DJ Isaac & The Viper      |  |
| 8.  | Rockin' Beats                         | DJ Paul                   |  |
| 9.  | The Latest                            | Cixx vs. The Vinyl Junkie |  |
| 10. | Tina (Was Kosten Die Condome?)        | DJ Asecone (Dorpzicht)    |  |
| 11. | Rattle Brain (DJ Isaac Overdrive Mix) | Razzle Dazzle Trax        |  |
| 12. | I'll Break Your Head                  | Doctor Doom               |  |
| 13. | You're Ready To Start                 | DJ Arjuna                 |  |
| 14. | Rock This M.F.                        | DJ Delirium & Nico        |  |
| 15. | Final Cravings                        | Liberation                |  |
| 16. | Wreck This Place                      | 1st Offence               |  |
| 17. | This Is The Future                    | Army Of Darkness          |  |
| 18. | Simmerstyle                           | Simtec Power Squad        |  |
| 19. | In The Year 1999                      | The Horrorist             |  |
| 20. | We've Killed The Pengo                | Count Negative & MC Drokz |  |